# Росстон (Оклахома)
Росстон (англ. Rosston) — місто (англ. town) в США, в окрузі Гарпер штату Оклахома. Населення — 52 особи (2020).

## Географія
Росстон розташований за координатами 36°48′46″ пн. ш. 99°55′58″ зх. д. / 36.81278° пн. ш. 99.93278° зх. д. (36.812811, -99.932715).  За даними Бюро перепису населення США в 2010 році місто мало площу 0,71 км², уся площа — суходіл.

## Демографія
Згідно з переписом 2010 року, у місті мешкала 31 особа в 15 домогосподарствах у складі 8 родин. Густота населення становила 44 особи/км².  Було 27 помешкань (38/км²).
Расовий склад населення:
| - 96,8 % — білих - 3,2 % — азіатів |

До двох чи більше рас належало 0,0 %. Частка іспаномовних становила 12,9 % від усіх жителів.
За віковим діапазоном населення розподілялося таким чином: 16,1 % — особи молодші 18 років, 54,9 % — особи у віці 18—64 років, 29,0 % — особи у віці 65 років та старші. Медіана віку мешканця становила 51,5 року. На 100 осіб жіночої статі у місті припадало 121,4 чоловіків;  на 100 жінок у віці від 18 років та старших — 85,7 чоловіків також старших 18 років.
За межею бідності перебувало 29,5 % осіб, у тому числі 0,0 % дітей у віці до 18 років та 55,6 % осіб у віці 65 років та старших.
Цивільне працевлаштоване населення становило 18 осіб. Основні галузі зайнятості: сільське господарство, лісництво, риболовля — 77,8 %, інформація — 11,1 %, мистецтво, розваги та відпочинок — 11,1 %.